# Wiltraut Rupp-von Brünneck
Emmi Agathe Karola Margarete Wiltraut Rupp-von Brünneck (* 7. August 1912 in Lankwitz, Provinz Brandenburg, Königreich Preußen, Deutsches Reich; † 18. August 1977 in Münsingen-Apfelstetten, Baden-Württemberg, Bundesrepublik Deutschland) war Richterin des Bundesverfassungsgerichts.

## Leben
Wiltraut von Brünneck stammte aus einer uradeligen Familie, die in Westpreußen und Brandenburg lebte. Zu ihren Vorfahren gehörten ein Staatsminister, Gutsbesitzer und mehrere Juristen. Auch ihr Vater Werner von Brünneck  (1875–1914) war Jurist im preußischen Justizministerium, starb als Oberleutnant der Reserve. Die Mutter Margarete von Schmidt (1879–1946) war die Tochter des Kammergerichtspräsidenten und Kronsyndikus Dr. jur. August von Schmidt und der Bertha Büttner. Nach dem Tod ihres Ehemanns heiratete sie 1918, den Generalmajor Hans Schede.
Wiltraut von Brünneck wuchs mit ihrer Schwester Helga und dem Bruder Götz also in einem deutschnational geprägten Umfeld auf. Ihr Bruder, ein Vetter sowie ein Onkel waren Mitglied im Stahlhelm. Zwar stand die Familie der Weimarer Republik kritisch gegenüber, doch gehörte sie auch nicht zu den Anhängern der Nationalsozialisten, gegen die sie vor allem wegen deren „proletarischen Habitus“ Vorbehalte hegte. Wiltraut von Brünneck legte 1931 das Abitur im Berliner Stadtteil Lankwitz ab.

## Beruflicher Werdegang
Nach ihrem Studium der Rechte an den Universitäten Berlin, Königsberg, Göttingen und Heidelberg legte sie 1939 die erste Staatsprüfung ab. 1941 schloss sie ihr Jurastudium als Jahrgangsbeste ab. Während ihrer Studienzeit trat von Brünneck 1934 in den Nationalsozialistischen Deutschen Studentenbund ein, dessen „Arbeitsgemeinschaft für Juristinnen“ sie später leitete. Ihr Referendariat hatte sie bei Rüdiger Graf von der Goltz, einem entfernten Verwandten, absolviert. Zusammen mit ihm unterstützte von Brünneck Versicherungsgesellschaften nach der Reichspogromnacht 1938, damit die Versicherer ihren jüdischen Kunden keine Entschädigung für die Zerstörungen zahlen mussten.
Von Brünneck wurde dann zum Reichsarbeitsdienst eingezogen und war von 1939 bis 1941 als Wehrmachthelferin in der Flugabwehr tätig. In der NS-Zeit war sie nie Mitglied der NSDAP, jedoch Mitglied in der NS-Frauenschaft und im Nationalsozialistischen Rechtswahrerbund. Sie verfasste programmatische Aufsätze in nationalsozialistischen Zeitschriften („Die Aufgaben der Frau im Recht“, „Die Industriearbeiterin im Recht“) und erörterte die Stellung der Frau als „Rechtswahrerin“ in der „Volksgemeinschaft“. Sie lobte die „Wirklichkeitsnähe“ der nationalsozialistischen Ideologie, die dem „Wesen“ der Frau entspreche. Nach einer Tätigkeit als Assistentin bei Wolfgang Siebert an der Friedrich-Wilhelms-Universität (die spätere Humboldt-Universität) in Berlin wechselte sie 1943 als Regierungsrätin an das Reichsjustizministerium und übernahm eine Referentenstelle. Dort war sie in der Grundbuchabteilung eingesetzt und dort an der sogenannten „Arisierung“ jüdischer Grundstücke beteiligt: Sie löschte Lasten und trug damit zur scheinbaren Legalisierung der Vorgänge bei.
In der Nachkriegszeit soll von Brünneck ihren Lebenslauf beschönigt haben. Außerdem verfasste sie Entlastungszeugnisse in den Spruchkammerverfahren, unter anderem für den SS-Hauptsturmführer Karl Lang. Sie wurde zur Richterin am Amtsgericht Sangerhausen und später am Landgericht Merseburg. 1947 berief der sozialdemokratische hessische Justizminister Georg-August Zinn von Brünneck in das Justizministerium. Sie nahm durch die Zusammenarbeit mit Elisabeth Selbert im Hintergrund des Parlamentarischen Rats auf die Formulierung von Artikel 117 Grundgesetz Einfluss, der für die Umsetzung der Gleichberechtigung als spätesten Termin den 31. März 1953 festsetzte.
1953 wurde die Juristin zur Ministerialrätin befördert. 1959 arbeitete sie an einer Verfassungsbeschwerde gegen die Vorrechte des Mannes in der Erziehung mit. Damit erzielte sie einen besonderen Erfolg. 1963 wechselte von Brünneck in die Hessische Staatskanzlei.
Im gleichen Jahr wurde die Ministerialdirigentin vom Bundesrat zur Richterin des Bundesverfassungsgerichts gewählt, dessen Erstem Senat sie als Nachfolgerin der Richterin Erna Scheffler vom 1. September 1963 bis zu ihrem Tode angehörte. Erna Scheffler hatte 1959 die Entscheidung gegen die Vorrechte des Mannes in der Erziehung mit gefällt.
In Karlsruhe lernte sie bei einem Festessen Hans Georg Rupp kennen, der ebenfalls Richter des Bundesverfassungsgerichts war, jedoch im Zweiten Senat. 1965 heiratete sie ihn. Es handelte sich um die erste Eheschließung innerhalb der Richterschaft des Bundesverfassungsgerichts. Georg-August Zinn war Trauzeuge. Rupp-von Brünneck war Mitglied des Deutschen Juristinnenbundes.
Die Juristin starb 1977 nach längerer, 1976 diagnostizierter, „Kahlerscher Krankheit“ (Multiples Myelom):S. 424, als sie noch im Amt war.
Ihre Nachfolgerin wurde 1977 die Richterin Gisela Niemeyer.

## Entscheidungen und Sondervoten
Die Juristin erwarb sich den Ruf einer Demokratin, die sich für die soziale Frage und für Gleichberechtigung einsetzte.
So war sie maßgeblich daran beteiligt, dass gleiche rechtliche Bedingungen für eheliche und uneheliche Kinder geschaffen wurden. Zwar forderte bereits das Grundgesetz vom Gesetzgeber die Umsetzung dieses Grundsatzes, doch die entsprechenden Gesetze ließen auf sich warten. Auf Rupp-von Brünneck geht ein Beschluss des Bundesverfassungsgerichts vom Januar 1969 zurück, der die Legislative unter Zugzwang brachte. Daraufhin beschloss der Bundestag vier Monate später entsprechende Regelungen.
Rupp-von Brünneck wich bei Entscheidungen einige Male von der Senatsmehrheit ab und verfasste zusammen mit anderen Richtern oder alleine Sondervoten.
Am 26. April 1974 entschied sich der Bundestag mit knapper Mehrheit für die Fristenregelung beim Schwangerschaftsabbruch. Diese wurde jedoch am 25. Februar 1975 vom Bundesverfassungsgericht für verfassungswidrig erklärt. Gemeinsam mit Helmut Simon formulierte Rupp-von Brünneck damals eine abweichende Meinung. Dieses Minderheitenvotum wurde von den konservativen Richtern im Senat als Affront empfunden; Richter Werner Böhmer verließ den Saal, bevor Rupp-von Brünneck ihr Statement vortrug. Die Frankfurter Arbeitsgemeinschaft sozialdemokratischer Frauen jedoch nannte das Sondervotum einen „Beweis von Klugheit, Vernunft und Menschlichkeit“ und gab damit eine breite öffentliche Meinung wieder.

## Zitate
„Sie gehören zu den – wenigen – Juristen, die die Aufgabe des Rechts (und der Juristen) nicht nur darin sehen, den Mächtigen zu dienen, sondern auch und vor allem die Schwachen zu schützen. Die Unbedingtheit und der Kampfgeist, mit denen Sie für das richtig und notwendig Erkannte einstanden, und die Frische und Herzlichkeit des Wesens, die sich mit alledem verbindet, gehören zu den nachhaltigsten Eindrücken und zu dem großen Gewinn, die mir der Eintritt in das neue Amt gebracht hat.“

## Publikationen
- Die Verfassung des Landes Hessen, 1954.
- Die Grundrechte im juristischen Alltag, 1970.
- Verfassung und Verantwortung, gesammelte Schriften; erschienen postum 1983, ISBN 978-3-7890-0856-6